# Anique van Büseck
Anique van Büseck (Amstelveen, 7 april 2006) is een Nederlandse singer-songwriter. Ze treedt op onder de naam ANIQUE.

## Platencontract
Op 6 juni 2021 ontving Van Büseck een berichtje op Instagram van Ilse DeLange dat zij graag wat songs van haar zou willen horen. Op 20 augustus 2021 rolde daar een publishingdeal bij Universal Music Group & Firefly Publishing uit. In februari 2022 volgde een platencontract bij Spark Records B.V., het label van DeLange.

## Debuutsingle en optredens
Op 1 juli 2022 bracht Van Büseck haar debuutsingle 'There with you' uit, die ze op vijftienjarige leeftijd schreef met co-writers Maxine en Jarin Lourens. Deze single gaat over vriendschap en verandering tijdens de puberteit. Tijdens de theatertour van DeLange in het najaar van 2022 kreeg Anique de gelegenheid om bij drie shows, in Groningen, Almere en Apeldoorn, haar debuutsingle ten gehore te brengen.
Van Büseck is regelmatig te gast bij radio-stations, waaronder Q-Music Nederland, NPO Radio 5, RTV Drenthe, De middaghits, 3FM & NL-Music. Op 5 juli 2022 trad ze voor het eerst op televisie op, in het programma Renze op RTL4.

## Persoonlijk
Van Büseck is in september 2024 gestart aan Codarts in Rotterdam met de opleiding 'Songwriting'.

## Nominaties
Van Büseck werd genomineerd voor de Drentse Talentprijs Cultuur 2023 en voor beste talent 2023 van Popgala Noord.